# Silverstein

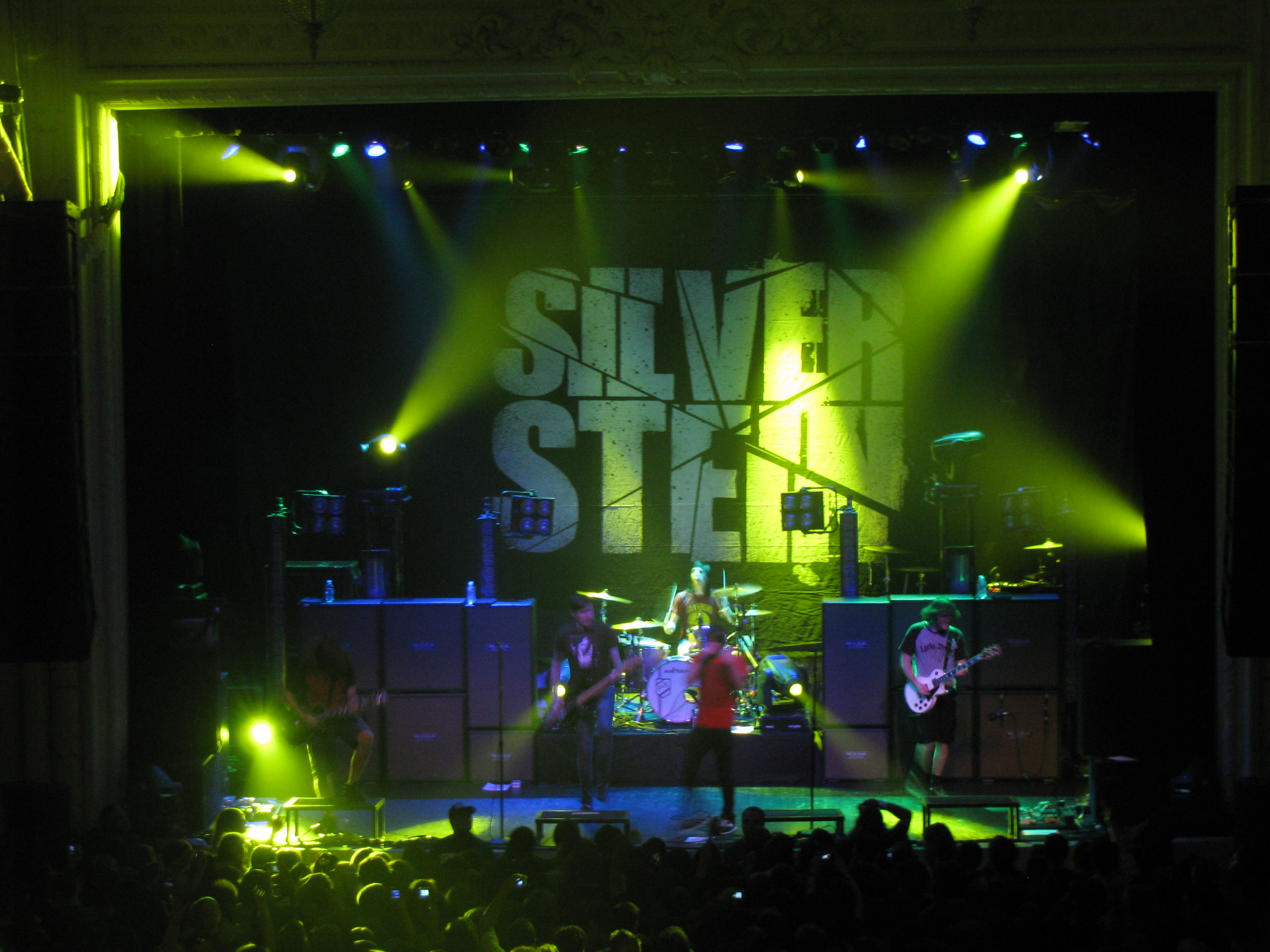
Silverstein 2008

Silverstein är ett band från Burlington i Kanada, som grundades år 2000. De döpte bandet till Silverstein efter den amerikanska barnboksförfattaren Shel Silverstein. Deras musikstil brukar beskrivas som post-hardcore, eller någon form av  rockmusik som blandar sång i högt läge med starkt skrikande, och som har texter om förlorad kärlek och känslomässigt lidande som lättast kan beskrivas som alternativ rock. Bandet blev signerat på Victory Records i oktober 2002 och släppte kort därefter sitt debutalbum, When Broken Is Easily Fixed. Silverstein spelade i Stockholm, Göteborg och Köpenhamn i december 2007. Sångaren Shane Tolds pappa är född i Sverige. Silverstein återvände till Sverige 2008 och spelade i Göteborg, Stockholm (Gröna Lund) och i Lund.

## Medlemmar
- Paul Marc Rousseau, gitarr
- Bill Hamilton, bas
- Paul Koehler, trummor
- Shane Told, sång
- Josh Bradford, gitarr

## Diskografi
- Summer's Stellar Gaze (EP) (augusti 2000)
- When the Shadows Beam (EP) (april 2002)
- When Broken Is Easily Fixed (januari 2003)
- Discovering the Waterfront (augusti 2005)
- 18 Candles: The Early Years (samlingsskiva) (maj 2006)
- Discovering the Waterfront (nyutgivning) (september 2006)
- Arrivals & Departures (juli 2007)
- A Shipwreck in the Sand (31/3 2009)
- Rescue (April 2011)
- Short Songs (Februari 2012)
- This Is How The Wind Shifts (Februari 2013)
- I Am Alive in Everything I Touch (Maj 2015)

## Andra skivor
- Punk Goes Acoustic 2 2007